# Amos Kloner
Amos Kloner (26 février 1940 – 16 mars 2019) est un archéologue israélien et un professeur Emeritus.

## Biographie

### Carrière universitaire
Amos Kloner a enseigné au Martin Szusz Department of the Land of Israel Studies de l'université Bar Ilan, à Ramat Gan. Ses domaines de prédilection étaient l'archéologie hellénistique, romaine et byzantine.

### Carrière comme archéologue

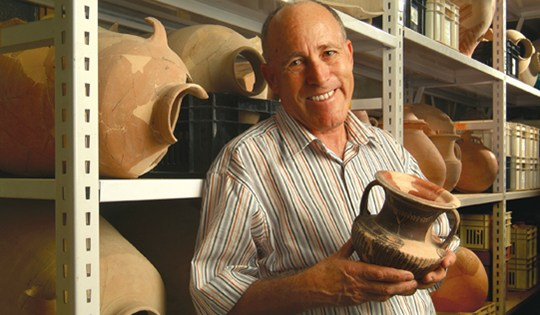
Amos Kloner

Kloner a dirigé les fouilles du tombeau de Talpiot (dit « Talpiot A ») diligentées par l'Autorité des antiquités d'Israël (AAI) en 1980. En 1981, il coordonne la fouille d'un tombeau voisin, distant de 45 mètres, dit « Talpiot B ». Dans les années 1990, il fait partie de l'équipe qui fouille le site byzantin de Bayt Jibrin à Beit Guvrin. En 2003, il participe, aux côtés des épigraphistes de la sous-commission « inscription », à l'expertise commanditée par l'AAI de l'ossuaire de Silwan, dont l'une des faces porte la gravure « Jacques fils de Joseph frère de Jésus ».

## Publications en anglais
- Amos Kloner et Agudah le-seḳer arkheʼologi shel Yiśraʼel, Survey of Jerusalem: the northwestern sector, introduction and indices, Israel Antiquities Authority, 2003 (ISBN 978-965-406-080-6, lire en ligne).
- Amos Kloner et Donald T. Ariel, Maresha Excavations Final Report: Subterranean complexes 21, 44, 70, Israel Antiquities Authority, 2003 (ISBN 978-965-406-150-6, lire en ligne).
- Amos Kloner et Boaz Zissu, The Necropolis of Jerusalem in the Second Temple period, Peeters, 2007 (ISBN 978-90-429-1792-7, lire en ligne).
- Amos Kloner et Adi Erlich, Maresha Excavations Final Report: Hellenistic terracotta figurines from the 1989-1996 seasons, Israel Antiquities Authority, 2008 (ISBN 978-965-406-201-5, lire en ligne).
- Gideon Avni, Uzi Dahari et Amos Kloner, The necropolis of Bet Guvrin-Eleutheropolis, Israel Antiquities Authority, 2008 (ISBN 978-965-406-214-5, lire en ligne).
- Adi Erlich et Amos Kloner, Maresha Excavations Final Report II: Hellenistic Terracotta Figurines from the 1989-1996 Seasons, Israel Antiquities Authority, 31 mars 2010 (ISBN 978-965-406-212-1, lire en ligne).